# Gabrielle Nanchen

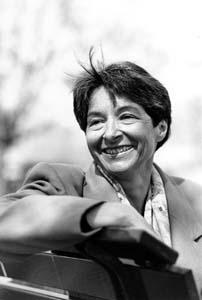
Gabrielle Nanchen (1993), von Erling Mandelmann

Gabrielle Nanchen, geborene Gabrielle Stragiotti (* 31. März 1943 in Aigle; heimatberechtigt in Icogne und Frankreich) ist eine Schweizer Politikerin (SP), eine der ersten elf in den Nationalrat gewählten Frauen.

## Leben
Als Tochter des Gabriel Stragiotti, italienischer Herkunft, und der Cécile geborene Thiault, französischer Herkunft, schloss Gabrielle Stragiotti 1965 ihr Studium der Sozialwissenschaften an der Universität Lausanne mit dem Lizenziat ab. 1966 erwarb sie das Diplom der Schule für Sozialarbeit in Lausanne, worauf sie anschliessend bis 1969 als Sozialarbeiterin im Dienst des Kantons Wallis stand. 1967 heiratete sie den Psychologen Maurice Nanchen, mit dem sie drei Kinder hat.
1971, im Jahr der Einführung des Frauenstimm- und Wahlrechts auf eidgenössischer Ebene, gelang Nanchen als Vertreterin der Sozialdemokratischen Partei (SP) überraschend der Sprung in den Nationalrat. Mit 28 Jahren war sie die zweitjüngste der ersten elf gewählten Nationalrätinnen. 1979 trat sie von ihrem Amt in der grossen Kammer zurück. Bei den Staatsratswahlen 1977 hatte Nanchen genügend Stimmen für ein Mandat erhalten, musste ihren Sitz aber dem nach ihr platzierten Freisinnigen Arthur Bender überlassen. Da die Walliser Verfassung zwei im gleichen Bezirk wohnhafte Staatsräte verbietet, hatte der mit höherer Stimmenzahl gewählte Antoine Zufferey von der Christlichdemokratischen Volkspartei, der wie Nanchen im Bezirk Siders wohnte, Vorrang. Damit verpasste sie die Chance, als erste Frau in der Schweiz in eine Kantonsexekutive einzuziehen. 1983 kandidierte sie erfolglos für den Ständerat.

Gabrielle Nanchen (1983)

Nanchen wirkte ab 1980 als Vizepräsidentin der Eidgenössischen Kommission für Frauenfragen und als Präsidentin des Walliser Vereins Femmes – Rencontres – Travail. Ab dem Ende der 1980er Jahre war sie als Delegierte der Direktion für Entwicklungszusammenarbeit und humanitäre Hilfe (ab 1996 Direktion für Entwicklung und Zusammenarbeit) zuständig für die Beziehungen zum Europarat hinsichtlich der Nord-Süd-Fragen. 1998–2009 fungierte sie als Mitglied des Internationalen Komitees vom Roten Kreuz, 1998–2002 als Mitglied und Stiftungsratspräsidentin von Swissaid sowie 1999–2006 als Präsidentin der Stiftung für die nachhaltige Entwicklung der Bergregionen. Ferner engagierte sie sich in den 2010er Jahren als Vizepräsidentin der Association Compostelle-Cordoue, die 2009 von Jakobsweg-, Jerusalem- und Mekkapilgern gegründet worden war, um den Austausch zwischen den Kulturen zu fördern.
Während ihrer Amtszeit im Nationalrat trat Nanchen für das Recht auf Abtreibung ein, indem sie sich an der Ausarbeitung des Gesetzes für den straflosen Schwangerschaftsabbruch (Fristenlösung) beteiligte. 1977 initiierte sie einen parlamentarischen Vorstoss zur Familienpolitik, der auf eine obligatorische Mutterschaftsversicherung, die Verlängerung des Mutterschaftsurlaubs von 10 auf 16 Wochen und den Kündigungsschutz von Schwangeren abzielte. Ausserdem sass Nanchen in zahlreichen parlamentarischen Kommissionen im Bereich der Sozialversicherungen. Die Lohngleichheit von Frau und Mann sowie die Vereinbarkeit von Beruf und Familie standen im Mittelpunkt ihres essayistischen Schreibens.

## Werke
- Hommes et femmes. Le partage. Favre, Lausanne 1981.
- Liebe und Macht. Gedanken zu den weiblichen und den männlichen Werten. Benziger, Zürich 1992, ISBN 3-545-34109-7. Übersetzung von: Amour et pouvoir: Des hommes, des femmes et des valeurs. Favre, Lausanne 1990, ISBN 2-8289-0490-3.
- Compostelle. De la Reconquista à la réconciliation. Saint-Augustin, St-Maurice 2008, ISBN 978-2-88011-427-5.
- mit Jean-François Hellio, Nicolas van Ingen: Auf dem Jakobsweg. Von der Schweiz nach Santiago de Compostela – Eine Reise zu sich selbst. Mondo, Vevey 2009, ISBN 978-2-88900-208-5.
- Le goût des autres. Des nouvelles du vivre ensemble. Ed. Saint-Augustin, St-Maurice 2018, ISBN 978-2-88926-169-7.